# Chennedy Carter
Chennedy „Hollywood” Carter (ur. 14 listopada 1998 w Fort Worth) – amerykańska koszykarka występująca na pozycji rzucającej, obecnie zawodniczka Los Angeles Sparks, w WNBA.
W 2017 wystąpiła w meczach gwiazd amerykańskich szkół średnich McDonald’s All-American i Jordan Brand Classic. Została też wybrana do I składu WBCA High School All-American i USA Today All-USA oraz II składu Naismith All-America i MaxPreps All-America.
Jest kuzynką uczestniczki meczu gwiazd WNBA – Jia Perkins. Jej ojcem chrzestnym jest były zawodnik NBA – Jason Terry. Matka, Shonda Perkins grała w koszykówkę w liceum Kit Kyle Martin. W 2019 została uznana najlepszą trenerką koszykarską amerykańskich szkół średnich – Wilson Sporting Goods/WBCA High School National Coach of the Year.
10 sierpnia 2020 została zawodniczką tureckiego Elazığ İl Özel İdarespor. 4 stycznia 2022 dołączyła do ENEI AZS-u Politechniki Poznań. 22 lutego 2022 zawarła umowę z Los Angeles Sparks.

## Osiągnięcia
Stan na 30 czerwca 2022, na podstawie, o ile nie zaznaczono inaczej.

### NCAA
- Uczestniczka rozgrywek Sweet 16 turnieju NCAA (2018, 2019)
- Najlepsza pierwszoroczna zawodniczka:
  - NCAA (2018 według USBWA, WBCA, espnW, USA Today Sports)
  - konferencji Southeastern (SEC – 2018)
- MVP turnieju:
  - Maui Jim Maui Classic (2019)
  - NCAA Chicago Regional (2019)
- Zaliczona do:
  - I składu:
    - SEC (2018–2020)
    - najlepszych pierwszorocznych zawodniczek SEC (2018)
    - All-American (2018 przez Associated Press, WBCA)
    - turnieju:
      - NCAA Spokane Regional (2018)
      - All-SEC (2018)

  - II składu All-American (2019, 2020 przez USBWA, AP)
- Liderka NCAA zawodniczek pierwszorocznych w średniej punktów (22,7 – 2018)

### WNBA
- Zaliczona do I składu debiutantek WNBA (2020)

### Indywidualne
- Zaliczona do I składu kolejki EBLK (18 – 2021/2022)[7]

### Reprezentacja
Seniorska
- Wicemistrzyni igrzysk panamerykańskich (2019)

Młodzieżowe
- Mistrzyni Ameryki U–18 (2016)
- Wicemistrzyni świata U–19 (2017)
- Zaliczona do I składu mistrzostw świata U–19 (2017)